# Jardim Panorama (Umuarama)
Jardim Panorama é bairro do município brasileiro de Umuarama, no estado do Paraná.
Pelo bairro passa um dos rios mais conhecidos da cidade, que é o Córrego Mimosa, mais conhecido como Catinguinha. Nesse bairro há vários mercados, mercearias e padarias.
Um dos grandes problemas do bairro é falta de moradias, sendo assim possui favelas ao seu redor. Algumas casas foram construídas nas encostas, à beira do rio, o que tem causado grande problema ao município.